# حمدي سالم
حمدي سالم  ( ؟؟؟؟ - 4 يوليو 2012)  ممثل مصري أشتهر بتقديم أدوار الفتوة والرجل الصعيدي وادوار الشر ومن أشهر أعماله الشياطين والكورة ورغبة حقد وانتقام ومثل دور القاتل المحترف في فيلم الهلفوت.

## وصلات خارجية
- حمدي سالم على موقع IMDb (الإنجليزية)
- حمدي سالم على موقع قاعدة بيانات الأفلام العربية